# Senatus consultum ultimum
Il Senatus consultum ultimum (cioè "Ultima decisione del Senato"), o anche Senatus consultum de re publica defendenda (cioè "Decisione del Senato per la difesa della repubblica") è un termine utilizzato per descrivere un decreto senatorio (il Senatus consultum) emesso come extrema ratio in caso di emergenza che fu tipico dell'ultima fase della Repubblica. Si trattava di una delibera del senato della antica Roma repubblicana con cui, dai tempi dei Gracchi, la fazione aristocratica aveva di fatto emendato la costituzione romana, introducendovi una clausola di stato di emergenza («videant consules ne quid res publica detrimenti capiat»).

## Origine del nome
«Il nome, con cui i moderni hanno designato l'eccezionale misura senatoria, è sconosciuto alla classicità».
Tuttavia, il termine giuridico di Senatus consultum ultimum, nettamente preferito da storiografi e romanisti, trova riscontri testuali in Cesare, che ne parla come di «illud extremum atque ultimum senatus consultum» (De bello civili, I, 5, 3), e in Livio, che lo definisce come una forma di senatoconsulto dovuta sempre a situazioni di ultima emergenza, «quae forma senatus consulti ultimae semper necessitatis habita est» (Ab Urbe condita, III, 4, 9).
L'altra denominazione, meno diffusa, di Senatus consultum de re publica defendenda trova invece un aggancio in due passi di Cicerone: «consulibus totam rem publicam commendandam censeo eisque permittendum ut rem publicam defendant» (Filippiche, V, 34) e «consulibus praetoribus tribunis plebis nobis imperatoribus rem publicam defendendam datam» (Pro rege Deiotaro, 4, 11).

## Storia
Il consultum fu attuato nella prima metà del II secolo a.C. per regolamentare i misteri bacchici a Roma, indi durante la scalata al potere del più giovane dei Gracchi, Gaio, nel 121 a.C.; venne emanato la seconda volta per Saturnino e se ne ebbero emanazioni in occasione della marcia su Roma di Lepido nel 77 a.C., della congiura di Catilina nel 63, dell'attraversamento del Rubicone da parte di Cesare nel 49 a.C. e infine per delegittimare l'assedio di Perugia nel 40 a.C.
Con l'avvento del principato, il Senato non ebbe più motivo né facoltà per emanare ulteriormente questo tipo di decreto (strutturato formalmente come atto di esercizio del suo potere di emanare pareri).

## Contenuto
Questo decreto rimpiazzava di fatto la figura e le funzioni del dittatore, conferendo ai magistrati investiti dell'imperium, o a un importante capo militare, poteri semi-dittatoriali con cui riportare l'ordine e difendere lo Stato. Tra i poteri era compreso anche quello di uccidere coloro contro cui il decreto era stato emesso (cosa che, invece, poteva di norma avvenire solo dopo un voto dell'assemblea dei cittadini).
(Sallustio, De Catilinae coniuratione, 29, 2-3. Traduzione di Carlo Vitali)
Usualmente il decreto deliberava che consules darent operam ne quid detrimenti respublica caperet, oppure con formule analoghe come Videant consules ne quid detrimenti res publica capiat ("i consoli provvedano affinché lo stato non subisca alcun danno").
Quando fu emesso contro Cesare nel 49 a.C., il senatus consultum ultimum fu definitivamente denominato dalla sua vittima come la "ultima" misura possibile per salvare la repubblica: ma dal suo sempre più frequente ripetersi, scaturì invece l'instabilità del sistema delle garanzie che l'antico patto repubblicano tra le classi aveva costituito, e alla fine gettò le basi delle guerre sociali, della dittatura di Cesare e del principato di Augusto.

## Conseguenze costituzionali delconsultum
La principale criticità del ricorso a questo decreto soggiaceva nella sua semplicità: non si poneva, infatti, alcun limite all'autorità dei consoli, che, pertanto, avevano il diritto di privare i cittadini delle garanzie di cui godevano. Normalmente, solo l'assemblea dei comizi centuriati avrebbe potuto condannare un uomo all'interno della città di Roma.
Del medesimo potere si valse Silla per scacciare Mario e proscriverne i seguaci, nonché Cicerone per sventare la congiura di Catilina: in questo secondo caso si ebbe, nei confronti dei catilinari reclusi al carcere mamertino, un primo caso di saldatura della delibera di poteri dittatoriali ai consoli e del potere di eseguire immediatamente le condanne così inflitte.
Di fatto, nel 63 a.C., Marco Tullio Cicerone poté, in base all'autorità conferitagli dal consultum ultimum, procedere all'esecuzione stragiudiziale di alcuni uomini sospettati di complicità nella congiura di Catilina; tra questi, fu giustiziato anche l'ex console Publio Cornelio Lentulo Sura.
Cicerone ritenne e sostenne di fronte al Senato che, data la straordinaria gravità della crisi, il consultum gli avesse concesso tale facoltà in quelle determinate circostanze. Gaio Giulio Cesare e altri obiettarono che il consultum non poteva scavalcare le leggi fondamentali dello Stato romano, e che in sostanza con esso dovesse intendersi che i consoli dovevano fare tutto il possibile per risolvere l'emergenza, ma sempre all'interno del sistema di leggi vigenti.
La questione si poneva in tensione soprattutto con il diritto, conferito a ogni cittadino dalla Costituzione repubblicana romana, della provocatio ad populum: facendo prevalere questa norma, la Lex Clodia de capite civis Romani sanzionò Cicerone con l'esilio, nel 58, usando come motivo le esecuzioni da lui disposte sulla scorta del senatus consultum ultimum del 63 (ma la condanna all'esilio venne per iniziativa di uno dei suoi nemici politici, Publio Clodio Pulcro, e pertanto probabilmente non può essere considerata un provvedimento totalmente pertinente alla questione).

## Casi di utilizzo di cui sia giunta notizia
In totale, dei senatus consulta ultima di cui ci sia giunta notizia, 14 sono ritenuti di certa storicità, uno è dibattuto nell'ambito specialistico e due sono considerati non storici.
Questi sono i 14 senatus consulta ultima di certa storicità:
- 121 a.C. contro Gaio Sempronio Gracco e Fulvio Flacco[14]
- 100 a.C. contro Lucio Appuleio Saturnino e Gaio Servilio Glaucia[15]
- 83 a.C. contro Lucio Cornelio Silla
- 77 a.C. contro Marco Emilio Lepido
- 63 a.C. contro Lucio Sergio Catilina[16]
- 62 a.C. contro Metello Nepote[17]
- 52 a.C. a causa dei tumulti seguenti l'uccisione di Publio Clodio Pulcro
- 49 a.C. contro Gaio Giulio Cesare
- 48 a.C. contro Marco Celio Rufo
- 47 a.C. contro Lucio Trebellio e Publio Cornelio Dolabella
- 43 a.C. contro Marco Antonio
- 43 a.C. contro Ottaviano
- 43 a.C. a favore di Ottaviano, come annullamento del precedente e omaggio alla sua persona
- 40 a.C. come  introduzione alla condanna di Quinto Salvidieno Rufo Salvio

Sono, infine, ritenuti totalmente frutto di invenzione i senatus consulta ultima nominati da Tito Livio per gli anni 464 e 384 a.C.

### All'epoca dei Gracchi
Con l'introduzione dei comizi tributi (rappresentanti del popolo) e con l'assegnazione delle province, l'opera rivoluzionaria di Gaio Gracco poteva dirsi compiuta. La riforma più ardita fu la concessione della cittadinanza romana ai latini e di quella latina agli italici, che egli propose nel maggio del 122 a.C. Ciò segnò la sua rovina.
L'opposizione al suo disegno di legge trovò concordi il Senato, la maggior parte dei cavalieri e pressoché tutta la plebe, egoisticamente gelosa dei propri privilegi. I nobili gli gettarono contro il collega Marco Livio Druso e il triumviro Gaio Papirio Carbone.
Gaio perse molta della sua popolarità e non fu rieletto al tribunato. Inoltre, nel giorno in cui si presentò in Campidoglio per difendere davanti all'assemblea del popolo la sua legge, scoppiò un grave tumulto tra le parti avverse. Il Senato proclamò allora il Senatus Consultum Ultimum, mentre Gaio si ritirava con i suoi fedeli sull'Aventino, dove fu attaccato dalle truppe del console Lucio Opimio. Sopraffatto, fuggì al di là del Tevere, dove, secondo la tradizione più accreditata, si fece uccidere da un servo nel bosco delle Furie. Con lui morirono anche circa tremila cittadini, vittime di una feroce repressione.
Plutarco parla di un senatus consultum ultimum per il 133 a.C. contro Tiberio Gracco, che non tutti i ricercatori ritengono storico. In questa circostanza si racconta che, alla ricerca di sostegno nella lotta per reprimere i moti sociali dei Gracchi, la fazione aristocratica nel 132 a.C. si rivolse al Senato chiedendo contro Tiberio Sempronio Gracco l'emanazione di una delibera che investisse i consoli dei poteri dittatoriali (cioè quelli propri del dittatore, che a tempo limitato in occasioni di guerre in atto poteva accedere al pomerio civico di Roma con l'esercito in armi); ma il giurista P. Mucio Scevola si oppose alla sua approvazione, eccependone l'estraneità ai "mores" su cui era costruito l'ordinamento costituzionale romano. Il Senato si limitò quindi a conferire ai consoli l'incarico di instaurare contro i partigiani di Tiberio, dichiarati "hostes populi Romani", tribunali straordinari le cui sentenze di morte avrebbero potuto eseguirsi senza diritto del condannato alla provocatio ad populum.
Solo nei confronti di Gaio Sempronio Gracco si hanno, invece, evidenze storiche di una prima approvazione della delibera in questione, che conferiva ai consoli il potere di assumere determinazioni straordinarie (anche a sacrificio delle libertà dei cittadini) "rei publicae servandae" (per la salvezza della repubblica). Ciò avvenne per sopravanzare la forza legale della Lex de capite cive, con cui Gaio Sempronio Gracco aveva inteso impedire che in futuro vi fossero nuovi attentati alla provocatio ad populum.